# 新潟まつり
- 1日目に行われる予定の「大民謡流し」
- 2日目に行われる予定の
  - 「住吉行列」
  - 「市民みこし」
  - 「水上みこし渡御」
- 3日目に行われる予定の
  - 「花火大会」
  - 「花火大会」で打ち上げられる大型スターマイン「エボリューション」

新潟まつり（にいがたまつり）は、新潟県新潟市で開かれる祭。

## 概要
新潟まつりは1955年（昭和30年）に、住吉祭、商工祭、川開き、開港記念祭の4つの祭を統合してスタートした。
住吉祭は廻船問屋が大阪の住吉神社から御神体を勧請して、地域住民の信仰を受けるようになり、1726年（享保11年）に行列を組んだのが起源とされる。この歴史は後述する住吉行列、水上みこし渡御として残っている。
商工祭は1929年（昭和4年）秋に商工振興のための広告パレードが開催され、後にこれに「商工祭」の名が付き、さらに第二次大戦後になると各企業から山車も出されるようになった。
川開きは1908年（明治41年）の2度の新潟大火後に復興を期して、1910年（明治43年）9月10日・11日に「新潟川開き協賛会」として花火大会が開催されたのが最初である。
開港記念祭は1930年（昭和25年）11月19日に新潟港開港60周年記念式典が開催され、これを機に「記念日」とされていた日を史料展や物産展を催す「記念祭」とした行事である。
2020年4月23日、新型コロナウイルス感染症の拡大を受け、実行委員会はこの年の開催中止を発表した。21年も中止。22年は花火大会延期。

## 日程
1980年頃までは8月22と23日に行われていたが、その後20日となり、さらに90年代以降は8月7から9日までの3日間を日程として行われていた。そして政令指定都市移行を機に2007年からは8月3日以降の最初の金・土・日曜日に開催されるようになった。また同年より従来の開催順（1日目:市民みこし、2日目:住吉行列・大民謡流し・他、3日目:住吉行列・水上みこし渡御・花火大会・他）から変更となり、現在の順序となっている。その為、年によっては長岡まつり（8月1から3日の日付固定）の3日目と新潟まつりの1日目が重なることがある（2007年や2012年など）。
1日目（夜）
- 大民謡流し
  - 柾谷小路・東大通を会場に行われる。古町から萬代橋、万代シテイに掛けて、踊りの列が続く。
  - 踊りの曲は「新潟甚句」。一部の場所では「佐渡おけさ」も踊られる。
  - 大民謡流しも以前は古町を挟んだ西堀通と東堀通の5番町（鍛冶小路）から9番町（広小路）まで（柾谷小路で二手に分かれている）を使って8月8日と9日に行われていた。柾谷小路や萬代橋に会場を移して行われるようになったのは、新潟市制100周年にあたる1989年からである。そのかわり交通事情を配慮して開催は1日だけに短縮された。2日間に渡って開催されていた頃は延べ3万人が参加したことから度々踊り手の数が日本一多いと言われたことがある。

2日目（昼）
- 住吉行列（3日目昼にも行われる）
- 万代太鼓（3日目昼にも行われる）
- 新潟キラキラパレード
- 市民みこし
  - 古町通10番町からスタートし、古町通りを白山神社まで練り歩く。
- 水上みこし渡御
  - 神輿が御座船（ござぶね）に乗って信濃川（柳都大橋下流）を横断する船渡御。
- 音楽付き花火ショー（2013年～2015年）・まちなか音楽花火（2016年～2017年）
  - 2013年～2017年は、最終日の大花火大会の一部を移す形で開催。打ち上げも大花火大会より萬代橋に近い場所で行われていた。

3日目（夜）
- 花火大会
  - 信濃川のやすらぎ堤・昭和大橋上流（りゅーとぴあ裏手）にて打ち上げ。
    - 2012年は萬代橋-八千代橋間の川中からも仕掛け花火と早打ち花火を打ち上げた。

  - 約12,000発を打ち上げ、祭りのフィナーレを飾る。
  - 2018年以降は、まちなか音楽花火も3日目の大花火大会中盤のコーナーとして組み込まれている。
    - 昭和大橋ではナイアガラ大瀑布も行われる。
    - 最終盤には、大型スターマインみんなの花火「エボリューション！」が打ち上げられる。

  - 花火大会も2002年までは約1キロほど下手の八千代橋付近が打ち上げ場所だった（ナイアガラも八千代橋で行われていた）。2003年に現在の場所に移ってからは、近くにある新潟市陸上競技場のスタンドも開放されるようになっている（ただし入場できるのは、同年から実施している「市民協賛」の協賛者のみ）。なお、信濃川の川幅が狭い為、観覧客の安全等を考慮して、二尺玉以上の大玉は打ち上げることができない。
  - みんなの花火「エボリューション！」は、政令指定都市移行記念花火として2007年に初出。長岡まつりで打ち上げられている「フェニックス」と同タイプの大型スターマインで、初年度は絢香の『I believe』、2008年からはHánnaの『夢花火』の音楽に合わせて打ち上げられている。

## 新潟まつりを取り上げたドラマ・映画・漫画
- トラック野郎・度胸一番星（1977年、東映）
- おかあさんのうた（1958年、赤塚不二夫著『まんが赤塚不二夫伝』所収）